# Sophie Charlotte van Oldenburg

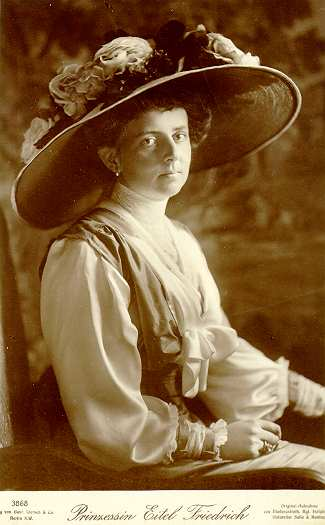
Prinses Sophie Charlotte van Pruisen, hertogin van Oldenburg

Sophie Charlotte van Oldenburg  (Oldenburg, 2 februari 1879 - Westerstede, 29 maart 1964)  was een Duitse hertogin uit het huis Holstein-Gottorp.
Zij was de oudste van twee dochters uit het huwelijk van Frederik August II van Oldenburg en diens eerste vrouw Elisabeth Anne van Pruisen. 
Op 27 februari 1906, de dag dat haar toekomstige schoonouders juist hun zilveren huwelijksfeest vierden, trad ze in het huwelijk met prins Eitel Frederik van Pruisen, de tweede zoon van keizer Wilhelm II en diens vrouw Augusta Victoria. Via alle vier de ouders van het paar waren ze aan elkaar verwant. De moeder van Sophie was een prinses van Pruisen en de moeder van de bruidegom was - evenals de bruid - verwant het huis Holstein-Gottorp.
Het huwelijk werd zowel in Oldenburg als in Berlijn uitvoerig gevierd. Niettemin werd het geen succes. Het paar bleef kinderloos en in 1926 kwam het tot een echtscheiding. Sophie hertrouwde daarop met de acht jaar jongere ritmeester Harald von Hedemann. 
Sophie en haar man vestigden zich in een villa in Bad Zwischenahn. Daar bleef zij na de dood van haar man in 1951 wonen. Sophie overleed te Westerstede.